# Žulová
Žulová là một thị trấn thuộc huyện Jeseník, vùng Olomoucký, Cộng hòa Séc.